# Salmincola carpionis
Salmincola carpionis är en kräftdjursart som först beskrevs av Henrik Nikolai Krøyer 1837.  Salmincola carpionis ingår i släktet Salmincola och familjen Lernaeopodidae. Inga underarter finns listade i Catalogue of Life.